# Amassakoul
Amassakoul (dalla lingua tamashek: il viaggiatore) è il secondo album discografico del gruppo tuareg Tinariwen.

## Tracce
1. Amassakoul 'N' Ténéré – 3:22
2. Oualahila Ar Tesninam – 3:50
3. Chatma – 5:38
4. Arawan – 4:04
5. Chet Boghassa – 3:51
6. Amidinin – 2:51
7. Ténéré Daféo Nikchan – 4:48
8. Aldhechen Manin – 3:57
9. Alkhar Dessouf – 4:52
10. Eh Massina Sintadoben – 4:31
11. Assoul – 4:08

## Formazione
- Ibrahim ag Alhabib: chitarra, flauto e canto (tracce: 7, 9, 11)
- Abdallah: chitarra, zucca e canto (tracce: 2, 9)
- Alhassan ag Touhami: chitarra e voce
- Eyadou ag Leche: basso, Calabash e voce
- Elaga ag Hamid: chitarra e voce
- Saïd ag Ayad: percussioni e voce
- Mina wallet Oumar: Coro
- Wounou wallet Oumar: voce (tracce: 2, 4)
- Bakaye ag Ayad: derbouka
- Bastien Gsell: flauto (traccia: 9), didjeriddo (traccia: 11)